# Ossaea capillaris
Ossaea capillaris är en tvåhjärtbladig växtart som först beskrevs av David Don, och fick sitt nu gällande namn av Célestin Alfred Cogniaux. Ossaea capillaris ingår i släktet Ossaea och familjen Melastomataceae. Inga underarter finns listade i Catalogue of Life.